# 引佐町田沢
引佐町田沢（いなさちょうたざわ）は静岡県浜松市浜名区の大字。住居表示未実施。

## 地理
浜松市浜名区の北部に位置する。東で引佐町四方浄及び引佐町別所、西で愛知県新城市下吉田（赤道・上新戸・北戸合・城山・山中）、南で引佐町的場、北で引佐町渋川と接する。

### 河川
- 神子川
- 田沢川
- 神子沢
- 月木沢

## 歴史

### 沿革
- 1889年（明治22年）4月1日 - 町村制が施行される。引佐郡田沢村外6村が合併し、鎮玉村となる[注釈 1][書籍 1]。旧村名は鎮玉村の大字として残る[WEB 7]。
- 1955年（昭和30年）5月1日 - 引佐町・伊平村・奥山村・鎮玉村が新設合併し、引佐町となる[書籍 2]。
- 2005年（平成17年）7月1日 – 引佐町外10市町村が浜松市に編入される。大字田沢から引佐町田沢へ住所表記が変更となる。
- 2007年（平成19年）4月1日 - 浜松市が政令指定都市となる。引佐町田沢は北区の一部となる。
- 2024年（令和6年）1月1日 - 浜松市の行政区再編により、引佐町田沢は浜名区の一部となる。

## 施設
- 浜松市立引佐北部みさと幼稚園
- 静岡県警察細江警察署引佐北部警察官駐在所
- 六所神社

## 交通

### バス
- 浜松市引佐地域バス（いなさみどりバス）
  - つつじ線（事前予約制、浜松市立引佐北部小中学校開校日のみ運行）：（金指駅 方面 - ）竹平 - 田沢西（ - 引佐北部小中学校 方面）
  - なおとら線（事前予約制、月・水・金・土曜のみ運行（祝日・振替休日・年末年始は運休））

### 道路
- 国道257号
- 静岡県道359号長沢田沢線

## その他

### 学区
小学校・中学校の学区は以下の通りである。
- 浜松市立引佐北部小中学校

### 警察
警察の管轄区域は以下の通りである。
| 番・番地等 | 警察署     | 交番・駐在所         |
| ---------- | ---------- | -------------------- |
| 全域       | 細江警察署 | 引佐北部警察官駐在所 |

### 消防
消防の管轄区域は以下の通りである。
| 番・番地等 | 消防署   | 本署/出張所 |
| ---------- | -------- | ----------- |
| 全域       | 北消防署 | 引佐出張所  |